# ساويتي بورا
ساويتي بورا هي ملاكمة هندية فئة الوزن المتوسط. فازت بالميدالية الذهبية في بطولة العالم للملاكمة للهواة للسيدات 2023 والميدالية الفضية في بطولة العالم للملاكمة للهواة للسيدات 2014 في فئة الوزن الثقيل الخفيف. أختها سيوي بورا هي أيضًا ملاكمة هندية.

## النشأة والشخصية
ولد تبورا في 10 يناير 1993 في ريف حصار، هاريانا. كان والدها ماهيندر سينغ مزارع يلعب كرة السلة على المستوى الوطني. كانت بورا لاعبة كابادي على مستوى الدولة قبل أن تتحول إلى الملاكمة في عام 2009 بإصرار من والدها. تدربت في البداية في الأراضي الزراعية القريبة من جامعة تشودري تشاران سينغ هاريانا الزراعية واضطرت إلى الخروج من هاريانا للتدرب مهنة في هذه الرياضة.
تزوجت بورا في 7 يوليو 2022 من ديباك نيواس هودا.

## الملاكمة
فازت بورا في بطولة العالم للملاكمة للهواة للسيدات 2014 في جيجو بالميدالية الفضية في الوزن الثقيل الخفيف (81 كجم) بعد خسارة المباراة النهائية أمام الصينية يانغ شياولي. كانت بورا الهندية الوحيدة التي وصلت إلى نهائي بطولة الملاكمة الآسيوية للهواة للسيدات 2015 في اولانتشاب وفازت بالميدالية الفضية بعد خسارتها أمام نفس الخصم.
حصلت بورا في عام 2017 على جائزة بهيم من حكومة هاريانا لإنجازاتها الرياضية في موسم 2015–16. في عام 2018، غيرت فئة وزنها من الوزن الثقيل الخفيف (81 كجم) إلى الوزن المتوسط (75 كجم) لأن الوزن الثقيل الخفيف غير موجود في الألعاب الأولمبية الصيفية. أقصيت قبل ربع النهائي من بطولة العالم للملاكمة للهواة للسيدات 2019.
أصبحت الملاكم الهندي السابع (ذكر أو أنثى) الذي يفوز بلقي بطل العالم بعد فوزها 4–3 على الصينية وانغ لينا في 25 مارس 2023 في فئة الوزن الثقيل الخفيف.

## روابط خارجية
- Saweety Boora في Indian Boxing Federation
- ساويتي بورا على موقع بوكس ريك (الإنجليزية) (registration required)